# Zasada nr 1 (film 2008)
Zasada nr 1 (tytuł oryg. Dai yat gaai) – singapursko–hongkoński kryminalny dreszczowiec akcji w reżyserii Kelvina Tonga, którego premiera odbyła się 13 marca 2008 roku.

## Fabuła
Oficer policji po zranieniu i zabiciu ważnego przestępcy zostaje przeniesiony do innego wydziału nazywanego „Miscellaneous Affairs Department”, gdzie zasada numer jeden to „Nie ma takich rzeczy jak duchy”. Do wydziału dzwoni mężczyzna by przekazać informacje, że w jego domu istnieje tajemniczy byt.

## Obsada
Źródło: Filmweb
- Shawn Yue – Lee Kwok-keung
- Ekin Cheng – inspektor Wong
- Stephanie Che
- Fiona Xie
- Renee Lee – Siu-man
- Ben Yuen – Chan Fook-Lai

## Nominacje
W 2008 roku podczas 12. edycji Puchon International Fantastic Film Festival Ekin Cheng i Shawn Yue zdobyli nagrodę Best Actor, Kelvin Tong był nominowany do nagrody Best of Puchon. W 2009 podczas 17. edycji Singapore International Film Festival Kelvin Tong zdobył nagrodę Silver Screen Award w kategorii Best Singapore Film.